# Bainbridge Colby
Bainbridge Colby (ur. 22 grudnia 1869 w Saint Louis, zm. 11 kwietnia 1950 w hrabstwie Chautauqua) – amerykański polityk.

## Życiorys
Urodził się 22 grudnia 1869 w Saint Louis w bogatej, nowojorskiej rodzinie. W 1890 ukończył Williams College, a następnie podjął studia prawnicze na Uniwersytecie Columbia. Po roku przeniósł się do New York Law School, którą ukończył w 1892 roku i otworzył prywatną praktykę w Nowym Jorku. Na początku XX wieku zasiadał w legislaturze stanowej Nowego Jorku. Zaangażował się wówczas w działalność Partii Republikańskiej, którą jednak opuścił w 1912 roku na rzecz Partii Postępowej. Cztery lata później publicznie poparł Woodrowa Wilsona w wyborach prezydenckich, z którym się zaprzyjaźnił. W latach 1914 i 1916 bezskutecznie kandydował do Senatu. W 1917 roku prezydent zaproponował Colby’emu członkostwo w amerykańskiej delegacji na konferencję sojuszniczą w Londynie. Gdy w 1920 roku Robert Lansing zrezygnował ze stanowiska, Colby został mianowany nowym sekretarzem stanu. Funkcję tę pełnił do końca kadencji Wilsona w marcu 1921 roku. Zmarł 11 kwietnia 1950 roku na terenie hrabstwa Chautauqua.